# Phytomyza agromyzina
Phytomyza agromyzina är en tvåvingeart som beskrevs av Johann Wilhelm Meigen 1830. Phytomyza agromyzina ingår i släktet Phytomyza och familjen minerarflugor. Arten är reproducerande i Sverige. Inga underarter finns listade i Catalogue of Life.